# Nuoto ai Giochi della XIX Olimpiade - 200 metri rana maschili
La competizione dei 200 metri rana maschili di nuoto ai Giochi della XIX Olimpiade si è svolta nei giorni 21 e 22 ottobre 1968 alla Piscina Olímpica Francisco Márquez di Città del Messico.

## Programma
| Data            | Round      | Note                           |
| --------------- | ---------- | ------------------------------ |
| 21 ottobre 1968 | 5 Batterie | I migliori 8 tempi alla finale |
| 22 ottobre      | Finale     |                                |

## Risultati

### Batterie
| Pos. | Atleta            | Nazione        | Totale | Pos F |
| ---- | ----------------- | -------------- | ------ | ----- |
| 1    | Bill Mahony       | Canada         | 2'36"4 | 11    |
| 2    | Ian O'Brien       | Australia      | 2'36"8 | 13    |
| 3    | Theo Bolkart      | Germania Ovest | 2'36"8 | 14    |
| 4    | Thomas Aretz      | Germania Ovest | 2'39"0 | 18    |
| 5    | José Sylvio Fiolo | Brasile        | 2'42"1 | 26    |
| 6    | Nicolas Gilliard  | Svizzera       | 2'44"0 | 30    |
| 7    | Rafael Hernández  | Messico        | 2'44"8 | 32    |
| 8    | Eduardo Moreno    | Messico        | 2'46"7 | 34    |

| Pos. | Atleta          | Nazione        | Totale | Pos F |
| ---- | --------------- | -------------- | ------ | ----- |
| 1    | Philip Long     | Stati Uniti    | 2'33"1 | 5 Q   |
| 2    | Egon Henninger  | Germania Est   | 2'34"2 | 8 Q   |
| 3    | Michael Günther | Germania Ovest | 2'40"7 | 23    |
| 4    | Alberto Forelli | Argentina      | 2'41"7 | 25    |
| 5    | Roger Roberts   | Gran Bretagna  | 2'42"2 | 27    |
| 6    | Leiknir Jónsson | Islanda        | 2'48"8 | 35    |

| Pos. | Atleta             | Nazione          | Totale | Pos F |
| ---- | ------------------ | ---------------- | ------ | ----- |
| 1    | Vladimir Kosinskij | Unione Sovietica | 2'31"9 | 3 Q   |
| 2    | Nobutaka Taguchi   | Giappone         | 2'35"5 | 9     |
| 3    | Ken Merten         | Stati Uniti      | 2'37"0 | 15    |
| 4    | Liam Ball          | Irlanda          | 2'39"8 | 20    |
| 5    | José Durán         | Spagna           | 2'40"3 | 22    |
| 6    | Józef Klukowski    | Polonia          | 2'41"6 | 24    |
| 7    | Gershon Shefa      | Israele          | 2'42"6 | 28    |
| 8    | Abel Muñoz         | El Salvador      | 3'02"8 | 36    |

| Pos. | Atleta            | Nazione          | Totale | Pos F |
| ---- | ----------------- | ---------------- | ------ | ----- |
| 1    | Brian Job         | Stati Uniti      | 2'31"5 | 2 Q   |
| 2    | Nikolaj Pankin    | Unione Sovietica | 2'33"1 | 5 Q   |
| 3    | Osamu Tsurumine   | Giappone         | 2'33"9 | 7 Q   |
| 4    | Ladislau Koszta   | Romania          | 2'36"4 | 11    |
| 5    | Osvaldo Boretto   | Argentina        | 2'38"8 | 17    |
| 6    | Stuart Roberts    | Gran Bretagna    | 2'39"1 | 19    |
| 7    | Slavko Kurbanović | Jugoslavia       | 2'39"9 | 21    |
| 8    | Yohan Kende       | Israele          | 2'44"3 | 31    |

| Pos. | Atleta           | Nazione          | Totale | Pos F |
| ---- | ---------------- | ---------------- | ------ | ----- |
| 1    | Felipe Muñoz     | Messico          | 2'31"1 | 1 Q   |
| 2    | Yevhen Mykhailov | Unione Sovietica | 2'32"8 | 4 Q   |
| 3    | Klaus Katzur     | Germania Est     | 2'36"2 | 10    |
| 4    | Thomas Johnsson  | Svezia           | 2'38"0 | 16    |
| 5    | Amman Jalmaani   | Filippine        | 2'42"6 | 28    |
| 6    | Ivan Gomina      | Colombia         | 2'45"0 | 33    |

### Finale
| Pos.    | Atleta             | Nazione          | Totale | Pos F |
| ------- | ------------------ | ---------------- | ------ | ----- |
| Oro     | Felipe Muñoz       | Messico          | 2'28"7 |       |
| Argento | Vladimir Kosinskij | Unione Sovietica | 2'29"2 |       |
| Bronzo  | Brian Job          | Stati Uniti      | 2'29"9 |       |
| 4       | Nikolaj Pankin     | Unione Sovietica | 2'30"3 |       |
| 5       | Yevhen Mykhailov   | Unione Sovietica | 2'32"8 |       |
| 6       | Egon Henninger     | Germania Est     | 2'33"2 |       |
| 7       | Philip Long        | Stati Uniti      | 2'33"6 |       |
| 8       | Osamu Tsurumine    | Giappone         | 2'34"9 |       |